# ISO 3166-2:QA
ISO 3166-2:QA – kody ISO 3166-2 dla podjednostek administracyjnych Kataru.
Kody ISO 3166-2 to część standardu ISO 3166 publikowanego przez Międzynarodową Organizację Normalizacyjną. Kody te są przypisywane głównym jednostkom podziału administracyjnego, takim jak np. województwa czy stany, każdego kraju posiadającego kod w standardzie ISO 3166-1. 
Aktualnie (2020) dla Kataru zdefiniowano kody dla 8 prowincji. 
Pierwsza część oznaczenia to kod Kataru zgodnie z ISO 3166-1, natomiast druga część oznaczenia znajdująca się po myślniku to dwuliterowy kod jednostki administracyjnej. 

## Kody ISO
| Kod ISO | Nazwa jednostki administracyjnej | Nazwa jednostki administracyjnej w języku arabskim | Nazwa jednostki administracyjnej w języku arabskim | Rodzaj jednostki administracyjnej |
| ------- | -------------------------------- | -------------------------------------------------- | -------------------------------------------------- | --------------------------------- |
| QA-DA   | Doha                             | Ad Dawḩah                                          | الدوحة                                             | prowincja                         |
| QA-KH   | Al-Chaur                         | Al Khawr wa adh Dhakhīrah                          | الخور                                              | prowincja                         |
| QA-WA   | Al-Wakra                         | Al Wakrah                                          | الوكرة                                             | prowincja                         |
| QA-RA   | Ar-Rajjan                        | Ar Rayyān                                          | الريان                                             | prowincja                         |
| QA-MS   | Asz-Szamal                       | Ash Shamāl                                         | الشمال                                             | prowincja                         |
| QA-SH   | Asz-Szahanijja                   | Ash Shīḩānīyah                                     | الشحانية                                           | prowincja                         |
| QA-ZA   | Ad-Da’ajin                       | Az̧ Z̧a‘āyin                                         | الضعاين                                            | prowincja                         |
| QA-US   | Umm Salal                        | Umm Şalāl                                          | أم صلال                                            | prowincja                         |